# Samoa en los Juegos Paralímpicos de Pekín 2008
Samoa estuvo representada en los Juegos Paralímpicos de Pekín 2008 por un deportista masculino. El equipo paralímpico samoano no obtuvo ninguna medalla en estos Juegos.